# Глібовицький Михайло
Михайло Глібовицький (1818, м. н. невід. — 28 лютого 1887, Бережани) — український греко-католицький священник, громадський діяч. Батько Дарії, Домни (дружини Сильвестра Лепкого) і Омеляна Глібовицьких, дід (по матері) Богдана, Лева і Миколи Лепких.

## Життєпис
Навчався в Бережанській гімназії з Маркіяном Шашкевичем; закінчив Греко-католицьку духовну семінарію у Львові і Богословський факультет Львівського університету. Висвячний на священника в 1842 році. Був адміністратором парафій у селах Теляче (1842–1848), одночасно завідатель в с. Вівся (1845–1848) та Серники Горішні (1848–1849). З 1849 до 1873 — капелан у селі Крогулець (нині Чортківського району), з 1873 року парох м. Бережани, у 1873–1881 роках — декан Бережанського деканату. Був віцемаршалком Бережанського повіту.
У великій домашній бібліотеці о. Михайла зберігалися журнал «Русалка Дністровая» та рукописи о. Маркіяна Шашкевича. В його домі були митрополит Йосиф та кардинал Сильвестр Сембратовичі.